# 2015年10月乍得炸彈襲擊
2015年10月乍得炸彈襲擊，是指2015年10月10日一連串發生在乍得的炸彈襲擊，懷疑由恐怖主義組織博科聖地所為。

## 過程
巴加索拉是一條位於乍得西部的村落，大量尼日利亞人因博科聖地在尼日利亞的叛亂而逃難到此村落；2015年10月10日，一群女性襲擊者在巴加索拉的市場發動自殺式炸彈襲擊。事發的市場是一所繁忙的鱼市，有目擊者表示只聽到一聲爆炸；當地警方發言人則表示，市場內共發生了三次爆炸。這次是巴加索拉首次遭到如此襲擊。其後，位置接近上述市場、容納了超過3,000名難民的達累斯薩拉姆難民營附近亦發生了兩次自殺式炸彈襲擊。
發動是次炸彈襲擊的自殺式襲擊者共有五人，其中有兩名兒童；乍得當局懷疑是次襲擊由博科聖地發動，該組織在2015年6月亦曾在乍得首都恩賈梅納進行了一次自殺式襲擊。截至2015年10月15日，襲擊共造成41人死亡；是次襲擊的傷者數字出現矛盾，乍得政府聲稱有48名傷者，聯合國兒童基金會則指有53人在此襲擊中受傷（其中14人為兒童）。

## 反應
非洲聯盟委員會主席恩科薩扎娜·德拉米尼-祖馬強烈譴責是次恐怖襲擊和博科聖地翌日在喀麥隆發動的另一宗襲擊，批評此兩宗襲擊是野蠻的行徑，對受害者家屬表示哀悼，又祝願傷者早日康復。聯合國難民署亦對此襲擊作出譴責。